# 자연 사회의 옹호
자연 사회의 옹호(A Vindication of Natural Society: or, a View of the Miseries and Evils arising to Mankind from every Species of Artificial Society)는 에드먼드 버크가 1756년에 쓴 작품으로 볼링브로크 경의 이신론을 풍자한 작품이다.  버크는 볼릴브로크의 견해에 대해 종교적으로 보다는 시민 사회와 정부에 관하여 공격하였는데, 그의 의도와 상관없이 윌리엄 고드윈에 의해 정치적 무정부주의를 옹호하는 것으로 잘못 이해되었다.